# Дивину-ди-Сан-Лоренсу
Дивину-ди-Сан-Лоренсу (порт. Divino de São Lourenço)  —  муниципалитет в Бразилии, входит в штат Эспириту-Санту. Составная часть мезорегиона Юг штата Эспириту-Санту. Входит в экономико-статистический  микрорегион Алегри. Население составляет 5354 человека на 2006 год. Занимает площадь 175,792 км². Плотность населения — 30,5 чел./км².
Праздник города —  14 июня.

## История
Город основан 30 ноября 1963 года.

## Статистика
- Валовой внутренний продукт на 2003 составляет 13.230.188,00 реалов (данные: Бразильский институт географии и статистики).
- Валовой внутренний продукт на душу населения на 2003 составляет 2.590,09 реалов (данные: Бразильский институт географии и статистики).
- Индекс развития человеческого потенциала на 2000 составляет 0,688 (данные: Программа развития ООН).

## География
Климат местности: горный тропический. В соответствии с классификацией Кёппена, климат относится к категории Cwa.